# Jiří Kalach

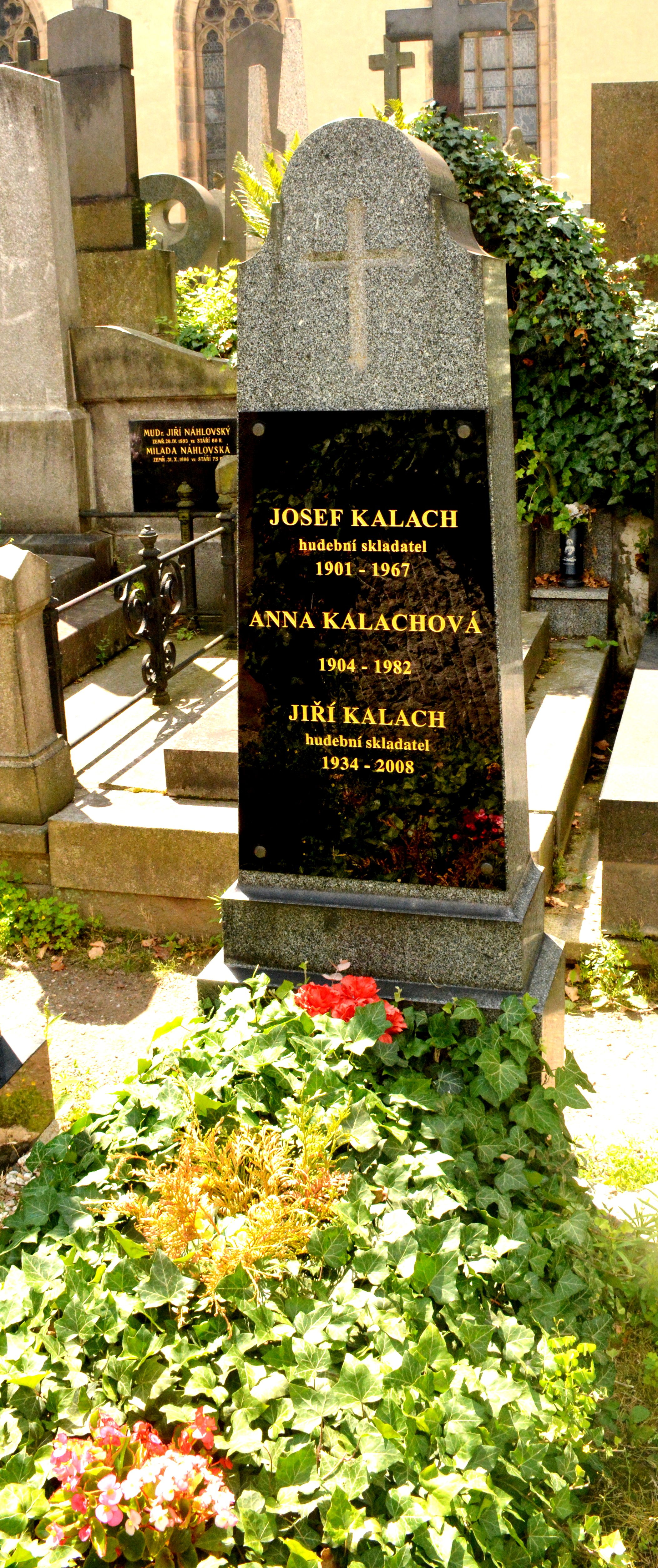
Grab von Josef, Anna und Jiří Kalach auf dem Vyšehrader Friedhof in Prag

Jiří Kalach (* 9. März 1934 in Prag; † 20. April 2008 ebenda) war ein tschechischer Komponist.

## Leben
Jiří Kalach wurde als Sohn des Komponisten und Bratschisten Josef Kalach (1901–1967) in Prag geboren. Nach dem Gymnasium studierte er bei František Pícha, František Brož und Emil Hlobil am Prager Konservatorium, das er 1957 mit einem Violinkonzert abschloss. In der Folge setzte er seine Studien bis 1961 bei Hlobil an der Akademie der musischen Künste in Prag (AMU) fort. Ab den 1990er-Jahren arbeitete er als Dramaturg des Symphonieorchesters des Tschechoslowakischen (seit 1993 Tschechischen) Rundfunks in Prag. Kalach starb am 20. April 2008 und wurde auf dem Vyšehrader Friedhof in Prag begraben.

## Werke (Auswahl)

### Orchester
- 5 Sinfonien (1964, 1977, 1978, 1980, 1983)
- Konzert für Orchester (1978)
- Partita per orchestra (1978)
- Tschechische Rhapsodie (1978)
- Ouvertüre über ein barockes Thema (1992)

### Kammerorchester, Streichorchester
- Sinfonietta für Streicher (1960)
- Konzert für Kammerorchester (1968)
- Sonate für Streichorchester (1980)
- Concerto per archi (1981)
- Concerto grosso für Streicher (1984)

### Konzertante Werke
- Konzert für Flöte und Orchester (1961)
- Konzert für Violoncello und Orchester (1967)
- Konzert für Violine und Orchester (1972)
- Konzert für zwei Violinen und Orchester (1979)
- Erasmus. Meditation für Violine und Orchester (1986)
- In memoriam für Viola und Orchester (1988)

### Solo, Duo und Kammermusik
- 6 Streichquartette (1956, 1957, 1961, 1971, 1974, 1982)
- 3 Sonaten für Violine und Klavier (1958, 1963, 1983)
- 2 Sonaten für Klavier (1974)
- Responsorium für Klavier und Streichquartett (1981)
- Bläseroktett (1982)
- Streichquintett (mit zwei Violen; 1986)

### Vokalwerke
- Lukumo. Rhapsodie nach Mika Waltaris Novelle „Turms kuolematon“ (Turms, der Unsterbliche) für Violine solo, gemischten Chor, Harfe und Schlagzeug (1984)
- Hommage à Albert Schweitzer nach Worten des Eids des Hippokrates für gemischten Chor, Orgel und Orchester (1985)
- Das Land, das uns geboren hat. Kantate nach Worten von Josef Hora für gemischten Kammerchor, Alt, Bariton und neun Instrumente (1990)

### Filmmusik
- Smuteční slavnost (Trauerfeier). Regie: Zdeněk Sirový (1969)